# 曹庄乡 (单县)
曹庄乡，是中华人民共和国山東省菏泽市单县下辖的一个乡镇级行政单位。

## 行政区划
曹庄乡下辖以下地区：
曹庄村、秦庄村、辛滩集村、张武庄村、赵庄村、荣庄村、谢寨村、谢庄村、王寨村、李庄村和霍庄村。